# Ernst Robert Curtius
Ernst Robert Curtius (ur. 14 kwietnia 1886 w Thann, zm. 19 kwietnia 1956 w Rzymie) – niemiecki historyk literatury i eseista specjalizujący się w dziejach literatur romańskich i studiach porównawczych.
Studiował filologię nowożytną w Strasburgu, Berlinie i Heidelbergu. habilitował w Bonn w 1913 gdzie dał się poznać jako historyk literatury i krytyk literacki pracą habilitacyjną Ferdinand Brunetière. Po I wojnie światowej w której brał udział jako oficer frontowy został profesorem nadzwyczajnym w Bonn w 1919, profesor zwyczajny w Marburgu w 1920, w Heidelbergu w 1924, Bonn w 1929  przeszedł na emeryturę w 1951. W 1952 otrzymał order Pour le Mérite za wkład w dziedzinie nauki i sztuki.

## Publikacje
- Die literarischen Wegbereiter des neuen Frankreich (1919)
- Die Französische Kultur (1931, translation as The Civilization of France: An Introduction (1932)
- Europäische Literatur und lateinisches Mittelalter (1948)
- Französischer Geist im 20. Jahrhundert (1952)

Publikacje przetłumaczone na język polski
- Topika, [w:] Studia z teorii literatury. Archiwum przekładów „Pamiętnika literackiego”, Wrocław 1977, t. 1, s. 123.
- Literatura europejska i łacińskie średniowiecze. tł. i oprac. Andrzej Borowski. Kraków: Wydawnictwo: Universitas, 2009. ISBN 978-83-242-0982-8. Brak numerów stron w książce